# 格雷芬罗达
格雷芬罗达（德語：Gräfenroda，發音：[ɡʁɛːfn̩ˈʁoːda]）是德国图林根州伊尔姆县曾经的一个市镇，面积23.31平方千米，2017年12月31日人口为3,158人。2019年1月1日，格雷芬罗达与另外5个市镇合并为新市镇格拉塔尔。

## 友好城市
- 法國 武济耶